# Pedicularis latituba
Pedicularis latituba är en snyltrotsväxtart som beskrevs av Bonati. Pedicularis latituba ingår i släktet spiror, och familjen snyltrotsväxter. Inga underarter finns listade i Catalogue of Life.